# David Wijnveldt
David Wijnveldt (né le 15 décembre 1891 à Jember et mort le 28 mars 1962 à Zutphen) est un footballeur international néerlandais. Il participe aux Jeux olympiques d'été de 1912, remportant la médaille de bronze avec les Pays-Bas.

## Biographie
David Wijnveldt reçoit 13 sélections en équipe des Pays-Bas entre 1912 et 1914, sans inscrire de but.
Il participe aux Jeux olympiques d'été de 1912 organisés en Suède. Il joue quatre matchs lors du tournoi olympique, contre la Suède, l'Autriche, le Danemark, et la Finlande.

## Palmarès

### Jeux olympiques
- Jeux olympiques de 1912 :
  -  Médaille de bronze.